# Campionato europeo femminile di pallacanestro Under-16 Division B 2012
Il Campionato europeo femminile di pallacanestro Under-16 2012 di Division B (noto anche come FIBA U16 Women's European Championship Division B 2012) si è svolto in Estonia, a Tallinn.

## Classifica finale
| Pos     | Team        |  |
| ------- | ----------- |  |
| Oro     | Lituania    |  |
| Argento | Bulgaria    |  |
| Bronzo  | Lettonia    |  |
| 4.      | Portogallo  |  |
| 5.      | Polonia     |  |
| 6.      | Ucraina     |  |
| 7.      | Slovenia    |  |
| 8.      | Finlandia   |  |
| 9.      | Israele     |  |
| 10.     | Lussemburgo |  |
| 11.     | Danimarca   |  |
| 12.     | Bielorussia |  |
| 13.     | Estonia     |  |
| 14.     | Romania     |  |
| 15.     | Norvegia    |  |